# Энгельман, Хелене
Хелене Энгельман (нем. Helene Engelmann, в замужестве Ярошка (Jaroschka); 9 февраля 1898, Вена, Австро-Венгрия — 1 августа 1985, Вена, Австрия) — австрийская фигуристка, выступавшая в парном катании. Олимпийская чемпионка (1924).
Хелене была дочерью фигуриста Эдуарда Энгельмана-младшего, и поэтому к фигурному катанию её приобщили в самом раннем возрасте.
Она с партнёром Карлом Майстриком выиграла свой первый чемпионат мира в 1913 году. Ей тогда было 15 лет и до сих пор она остается самым молодым чемпионом мира в парном катании.
Хелене Энгельман продолжила участие в соревнованиях после Первой мировой войны уже с другим партнёром — Альфредом Бергером. С ним она ещё дважды выигрывала чемпионат мира в 1922 и 1924 годах, и завершила карьеру, выиграв золото на Олимпиаде 1924 года.
Олимпийские игры 1924 года в женском одиночном катании выиграла двоюродная сестра Хелене — Херма Сабо. Херма параллельно соревновалась и в парном катании, и стала чемпионкой мира в 1925 году (когда Хелене уже не выступала).

## Спортивные достижения
с Альфредом Бергером
| Соревнования/Год | 1922 | 1924 |
| Олимпиады        |      | 1    |
| Чемпионаты мира  | 1    | 1    |

с Карлом Мейстрихом
| Соревнования/Год | 1913 | 1914 |
| Чемпионаты мира  | 1    | 2    |